# 格本加·阿德因卡
格本加·阿德因卡（Gbenga Adeyinka，1968年5月7日—），尼日利亚奥贡州阿贝奥库塔人，尼日利亚喜剧演员、电台和电视主持人、作家和主持人。

## 生平
格本加·阿德因卡出生于尼日利亚奥贡州阿贝奥库塔，之后就读于拉各斯大学，就读于英语专业。毕业后，格本加曾在工程公司担任企业事务经理。他因《明星游戏秀》（Star Game Show）的《闪闪发光的波波宣传片》（shine shine bobo promo）而一炮走红。他还为非洲独立电视台、尼日利亚银河电视台、MBI担任主持人，他还主持过DSTV的《非洲魔术》节目。他能说多种尼日利亚语言。
格本加·阿德因卡在尼日利亚境内外还主持了许多婚礼节目和活动。他也是首位在尼日利亚出版喜剧杂志（名为）的人。2020年8月，随着COVID-19在尼日利亚爆发，他还成立了阿杜尼·阿德因卡食品公司（Aduni Adeyinka foods），以帮助解决当地粮食问题。

## 家庭
格本加·阿德因卡的妻子是阿比奥拉·阿德因卡，两人有三个孩子。